# Buchanan (Libéria)
Buchanan, também chamada de Grand Bassa em alguns mapas, é a terceira maior cidade da Libéria, situada na Baía de Waterhouse, parte do Oceano Atlântico. De acordo com o censo de 2008 a cidade tinha uma população de 34.270. Desse total, 16.984 eram do sexo masculino e 17.286 do feminino.  